# Minnie M. Cox
Minnie M. (Geddings) Cox (1869-1933) foi uma professora estadunidense, a primeira afro-estadunidense a servir como carteira nos Estados Unidos. Ela se tornou o centro de uma controvérsia a nível nacional no início dos anos 1900, quando pessoas brancas tentaram forçá-la a largar seu trabalho. Ela co-fundou um dos primeiros bancos com proprietários negros e uma companhia de seguros.

## Biografia
Minnie M. Geddings nasceu no ano de 1869, filha de Maria Geddings e William Geddings em Lexington, no estado do Mississippi. Com 19 anos, ela se formou na Fisk University, em pedagogia. Ela lecionou por um tempo e, em 1889, casou-se com Wayne W. Cox, um diretor de escola em Indianola, Mississipi. Eles eram ativos no Partido Republicano.
Em 1891, durante a administração do presidente Benjamin Harrison, ela foi nomeada para o cargo de carteira de Indianola, então um cargo político prestigioso e bem remunerado. Ela foi a primeira mulher afro-estadunidense a ocupar tal cargo. Cox perdeu o emprego, em 1892, sob o comando do presidente Grover Cleveland (Democrata), mas foi reconduzida em 1897 pelo presidente William McKinley e continuou a servir sob a presidência de Theodore Roosevelt.
Cox foi considerada um excelente carteira. Durante a administração de Roosevelt, no entanto, pessoas brancas começaram a organizar-se para expulsar pessoas afro-estadunidenses de empregos considerados bons. O partidário da supremacia branca James K. Vardaman liderou uma campanha em seu jornal, The Greenwood Commonwealth, para forçar especificamente a demissão de Cox.. Os cidadãos de Indianola votaram para Cox sair de seu trabalho um ano antes de seu mandato expirar. Cox inicialmente recusou-se a resignar, embora ela tenha deixado claro que ela não se reapresentaria depois de seu mandato expirar.
Como ameaças contra Cox intensificaram-se e tanto o prefeito quanto o xerife recusaram-se a protegê-la, ela mudou de ideia e renunciou em janeiro de 1903. O presidente Roosevelt recusou-se a aceitar a sua demissão e fechou a central de correios de Indianola, sinalizando que só a reabriria se Cox pudesse seguramente retomar seu trabalho. O presidente também ordenou que o Procurador Geral dos EUA processasse os cidadãos de Indianola que a haviam ameaçado. Alguns dias depois, Cox deixou a cidade, temendo por sua segurança.
A situação entrou no noticiário nacional, o que provocou um debate sobre "raça, direitos dos estados e poder federal".
Quando a indicação de Cox expirou, em 1904, a central de correios de Indianola foi reaberta com um carteiro diferente. Cox e seu marido voltaram para Indianola, onde eles abriram o Delta Penny Savings Bank, um dos primeiros bancos de propriedade de afro-estadunidenses do estado. Eles também fundaram uma das primeiras empresas de seguros nos Estados Unidos a oferece um seguro de vida integral, a Mississippi Life Insurance Company. Eles foram grandes defensores de empresas negras no estado.
Depois que seu marido morreu em 1925, Cox casou-se novamente. Ela e seu segundo marido, George Key Hamilton, mudaram-se para o Tennessee e, mais tarde, para Rockford, Illinois. Ela faleceu em 1933.

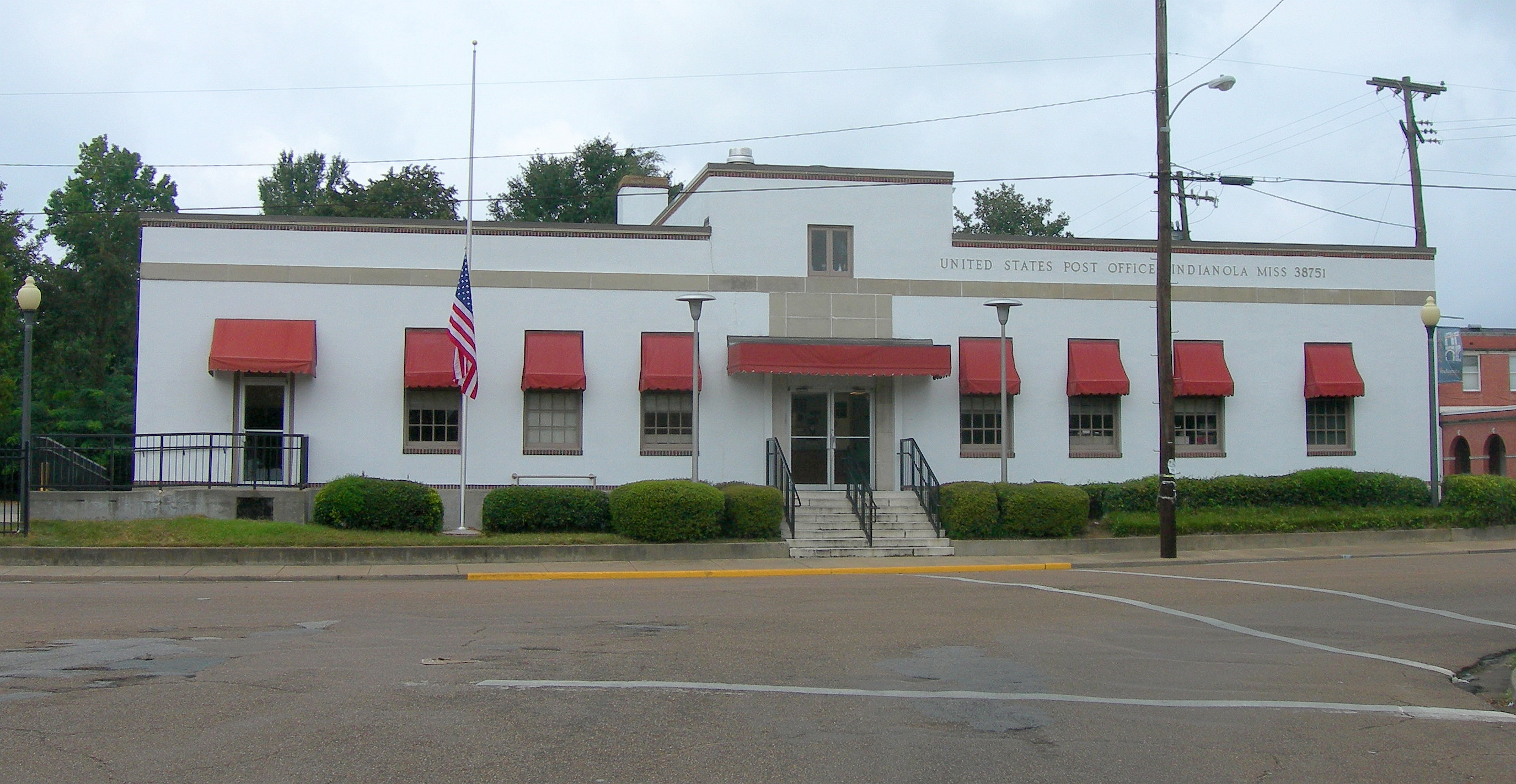
O edifício dos correios Minnie Cox, em Indianola.

## Homenagem
Em 2008, um edifício dos correios em Indianola foi chamado Minnie Cox, "em homenagem a tudo o que ela realizou quebrando barreiras".
A Rua Cox e a Avenida Wayne e Minnie Cox Park, em Indianola, têm o nome de Cox e seu marido.